# Chevrolet Tracker
Chevrolet Tracker (раніше Geo Tracker) — міні-позашляховик виробництва Chevrolet і Geo на CAMI Automotive в Інгерсолл, провінція Онтаріо.

## Перше покоління (1989—1998)

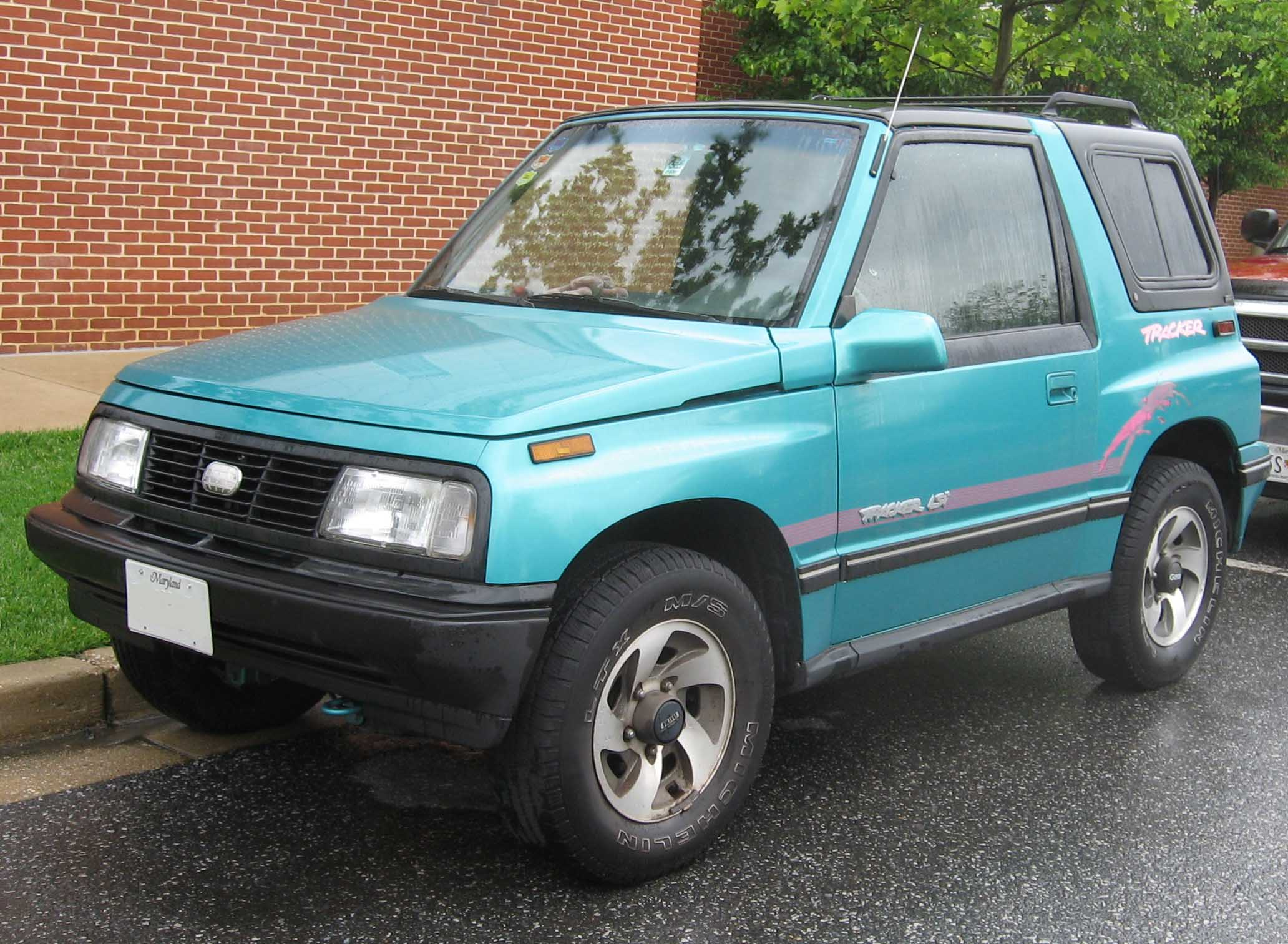
Geo Tracker

### Двигуни
- 1.6 L LS5 I4 80 к.с. (1989–1995)
- 1.6 L L01 I4 96 к.с. (1996–1998)

## Друге покоління (1999—2016)

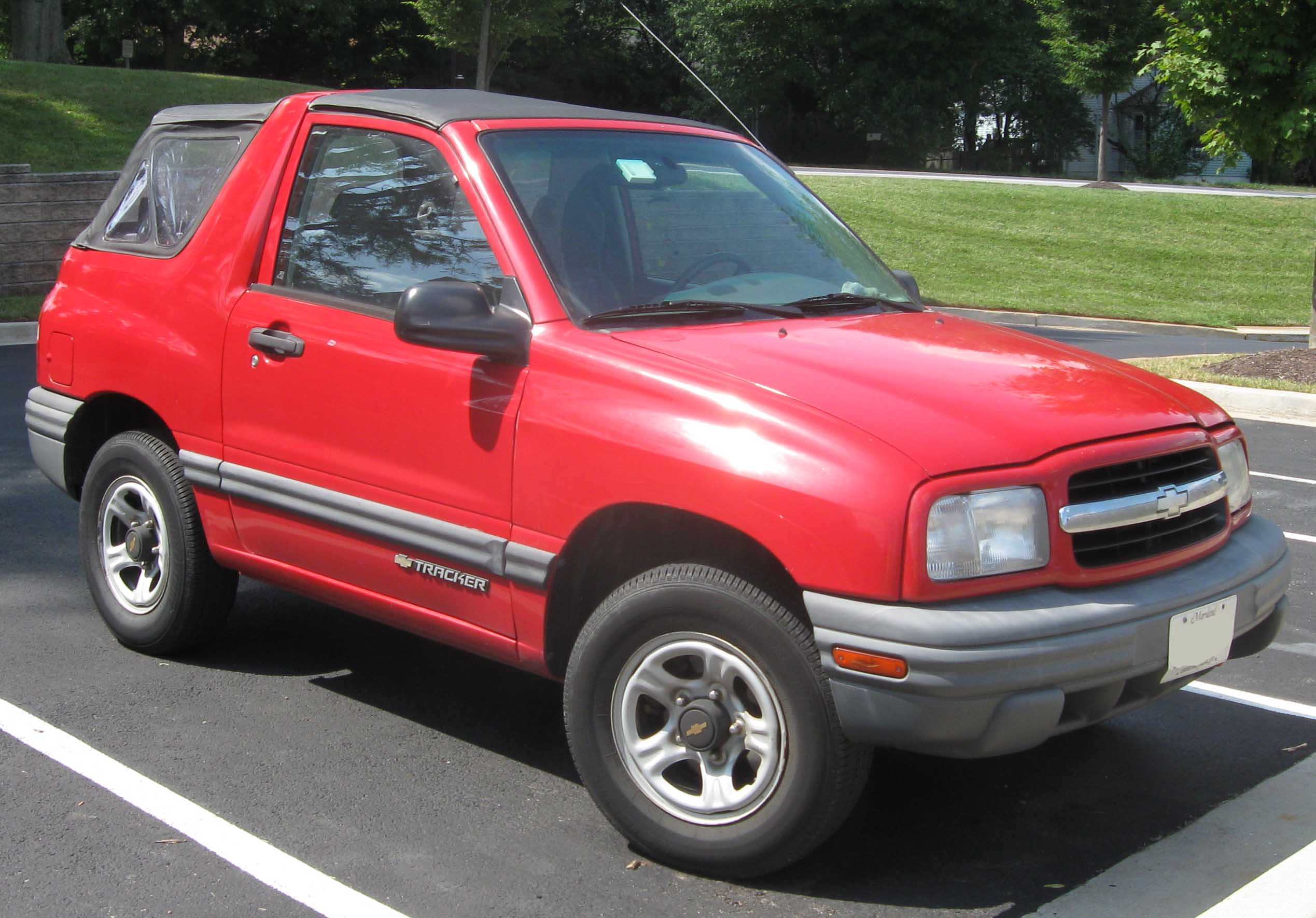
Chevrolet Tracker ІІ

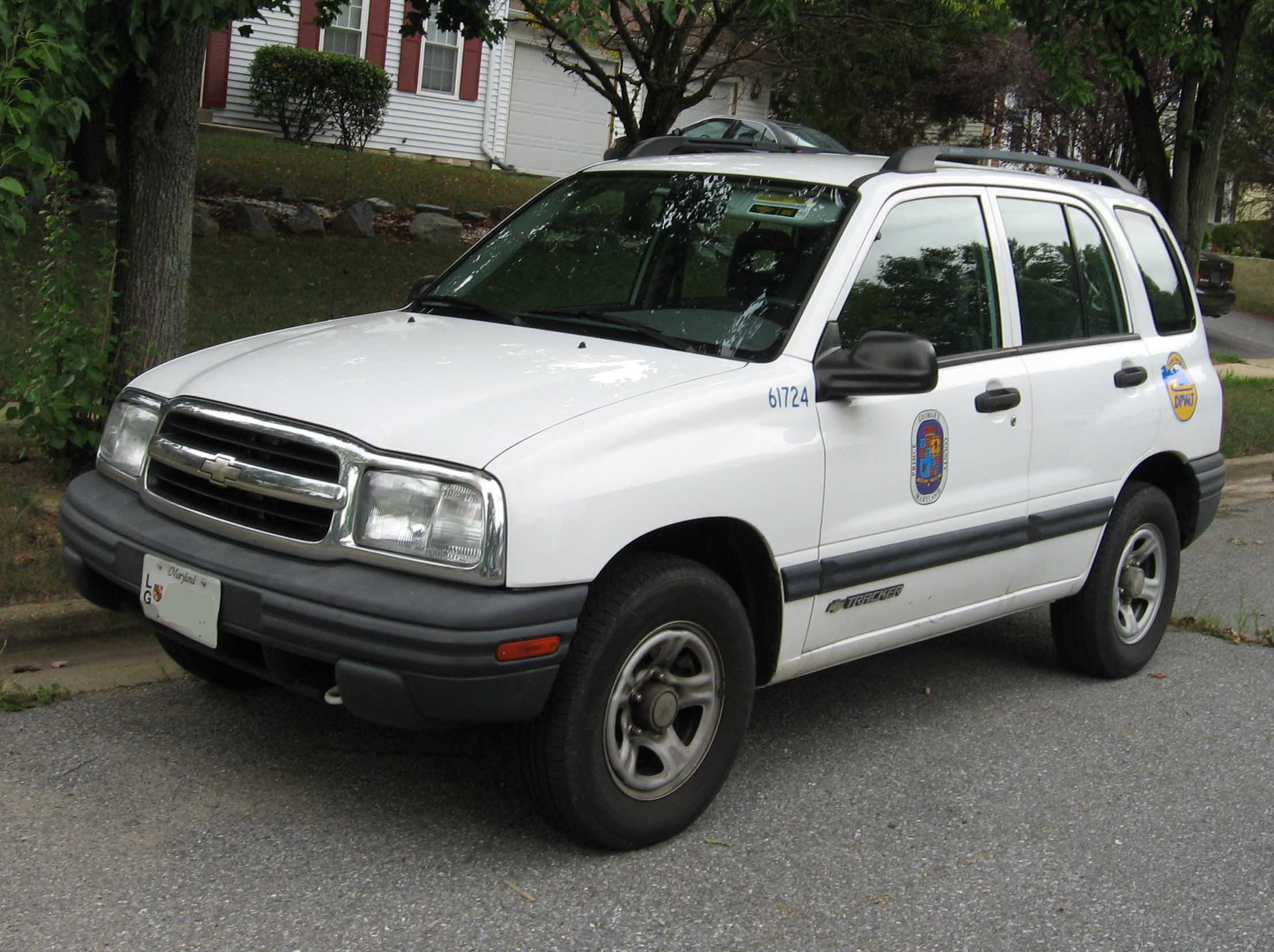
Chevrolet Tracker ІІ

Позашляховик Chevrolet Tracker другого покоління розроблено на рамі драбинного типу, яка на додачу з системою повного приводу та функціями сприяння їзді по гористій місцевості, роблять його майже всюдихідним. 
Якість їзди дуже непогана, як для транспортного засобу з короткою колісною базою. Незалежна передня підвіска добре справляється з покладеними на неї обов’язками і дозволяє автомобілю непомітно поглинати нерівності дороги. Таким чином підвищується його спритність. Рульове управління рейкового типу сприяє відчуттю стійкості та підвищенню зворотного зв’язку. Але, як і у випадку з іншими позашляховиками, управління відчувається трохи нечітко по центру. Шини Uniroyal P205/75R15 пропонують непоганий компроміс пересування по різним типах дорожніх поверхонь. Але при входженні в повороти, вони видають незначний шум. Крім того, автомобілю Tracker не вистачає зчеплення на мокрому асфальті. Задні колеса продовжують обертатися, у той час, як передні колеса зводяться для старту. Обравши привід на чотири колеса, можна виправити цей дисбаланс. Шини Goodyear P215/70R15, які підходять для будь-якого сезону, у моделях з двигуном V6 є значно тихішими, ніж Uniroyal. 
Початковою є модель кабріолет на дві двері та з приводом на два колеса. Під капотом цієї моделі знаходиться 2.0-літровий двигун на 127 кінських сил. В її базу входить: система кондиціонування повітря, захисна плита паливного бака, передні та задні буксирувальні гаки. У 2002 році до комплектації було додано: підлокітники для передніх сидінь, режим налаштування поперекового відділу водійського сидіння та  CD програвач. За систему повного приводу доведеться доплатити як для цієї моделі, так і для більш спортивної ZR2. Моделі ZR2 мають: спортивні розширювачі колісних арок, вугільно-чорну решітку радіатора з хромованими елементами довкола. Модель ZR2s оснащена 2.0-літровим двигуном. До бази моделі включено: розширювачі колісних арок, захисну пластину маслянистого піддону та корпуса редуктора, круїз-контроль, замки з електроприводом та функцією дистанційного відмикання.

### Двигуни
- 1.6 L L01 I4
- 2.0 L J20A I4 130 к.с.
- 2.5 L H25A V6 155 к.с.

## Третє покоління (з 2013)

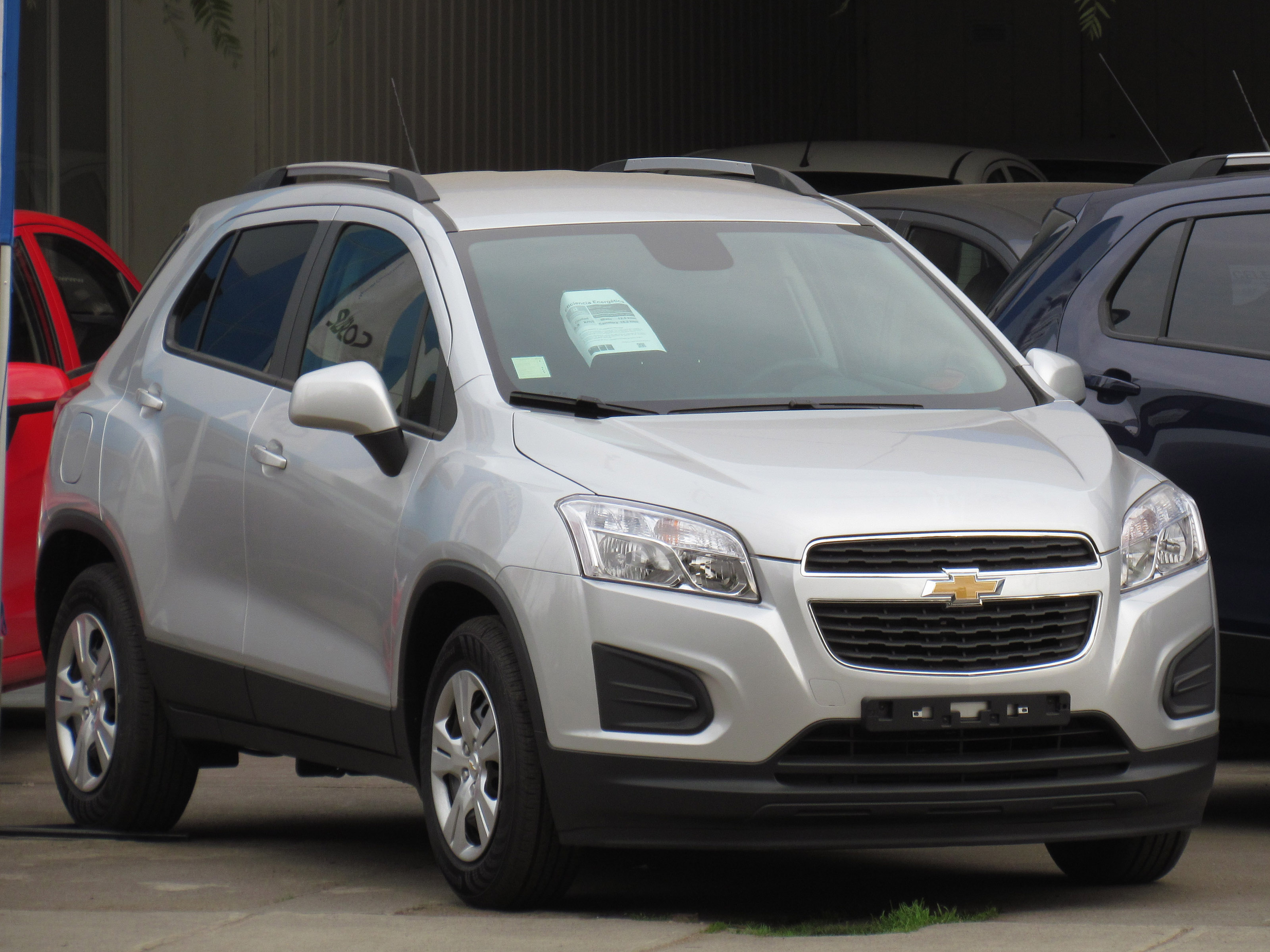
Chevrolet Tracker ІІІ

Паркетник Tracker офіційно дебютував на Паризькому автосалоні у вересні 2012 року. Продаватися він буде більш ніж в 140 країнах під назвою Chevrolet Trax, однак в Австралії автомобіль отримає назву Holden Trax, а в Росії і Бразилії автомобіль буде називатись Chevrolet Tracker. Першими, вже в четвертому кварталі 2012 року, його зможуть придбати жителі Мексики і Канади. Навесні 2013 року Трекер почне хід по іншим ринкам. Цікаво, що Шевроле не планує поставляти новинку в шоу-руми США, мовляв, там вона відбирала б частину клієнтів у дуже популярного кросовера Equinox, хоча той взагалі істотно більший. Ну і, звичайно, не варто забувати про Encore.

### Двигуни
- 1.4 L Ecotec Turbo I4
- 1.6 L Ecotec I4
- 1.8 L Ecotec I4
- 1.7 L CDTI Turbodiesel I4

## Четверте покоління (з 2019)

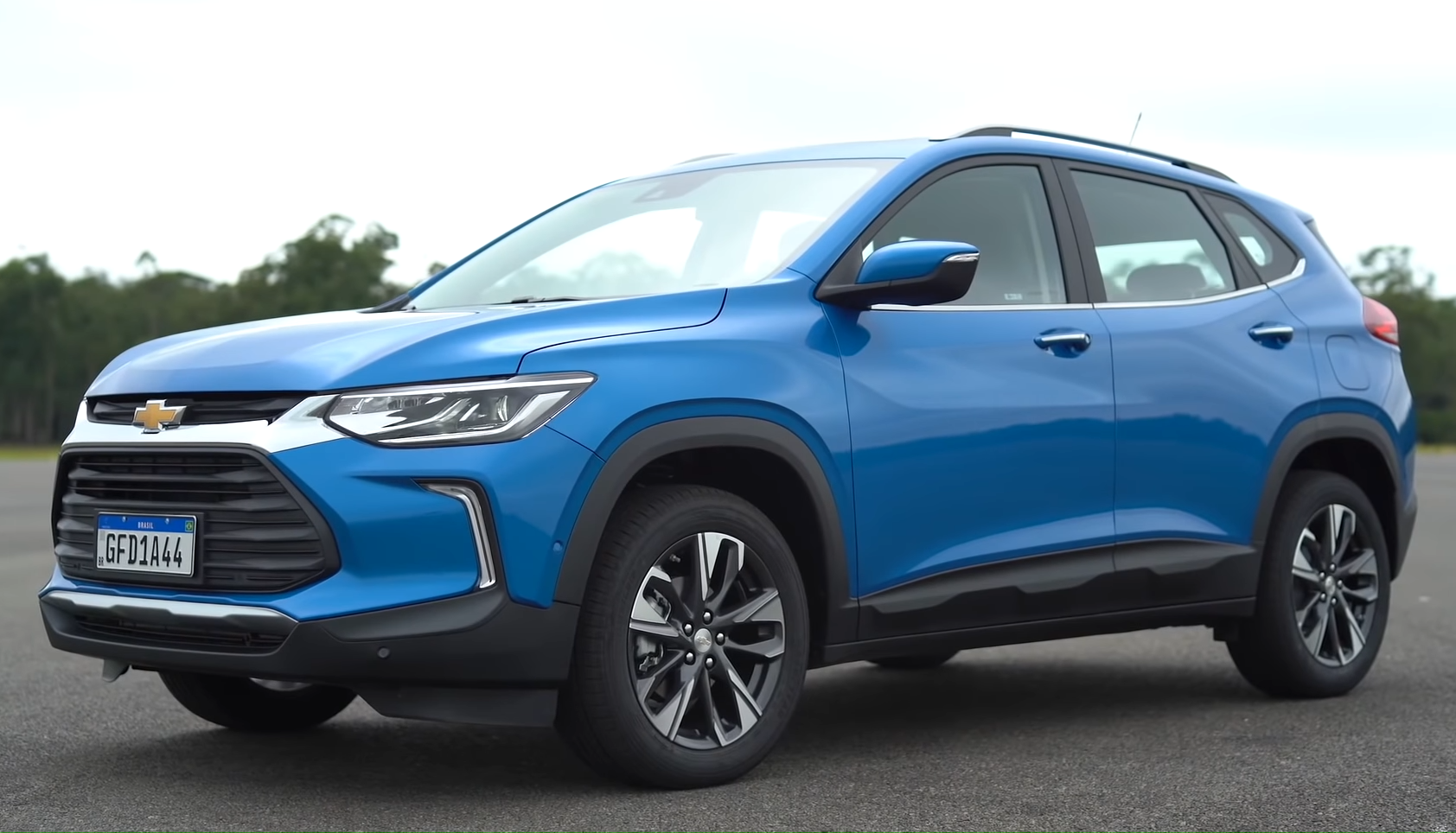
Chevrolet Tracker 4

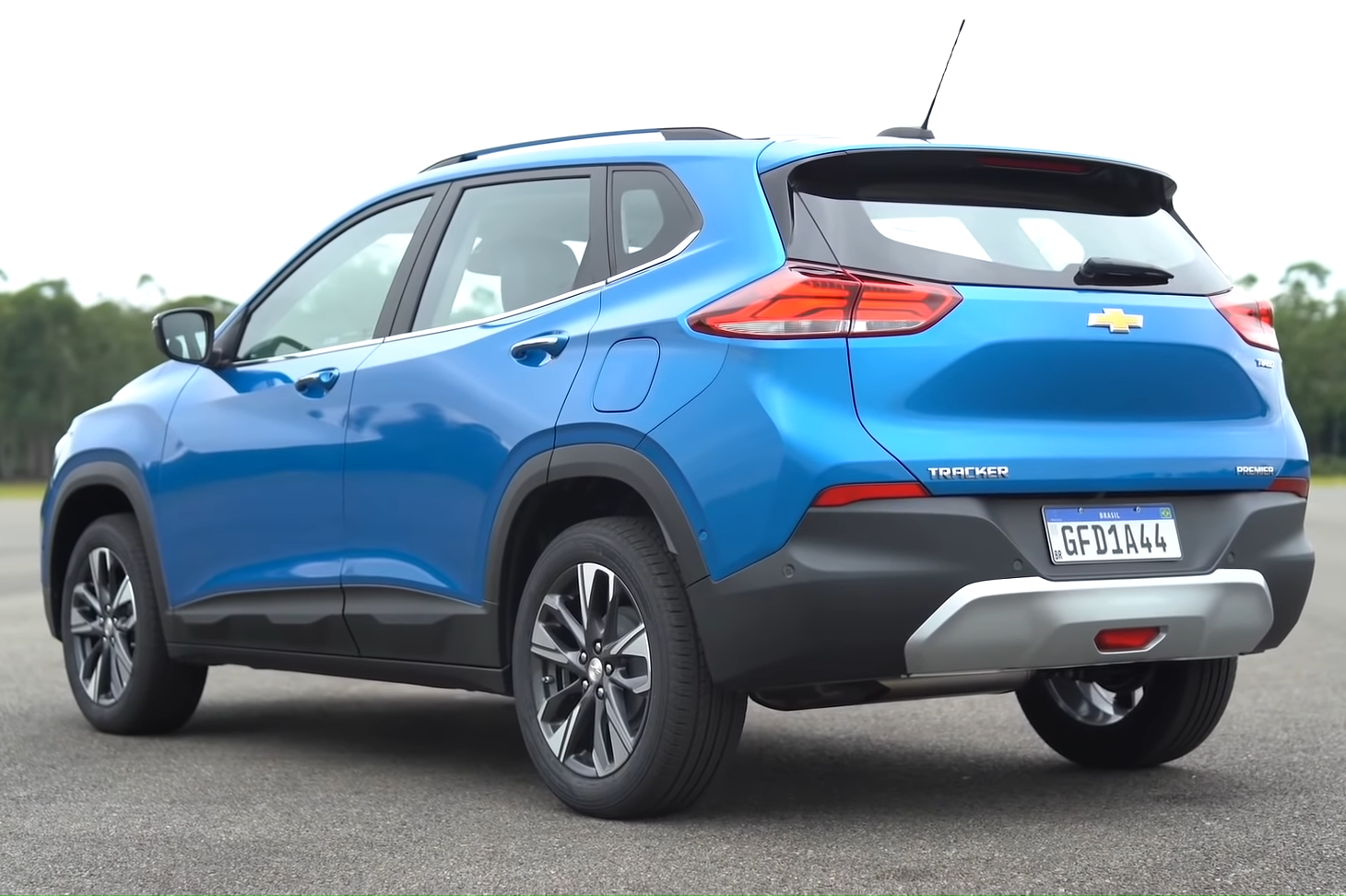
Chevrolet Tracker 4

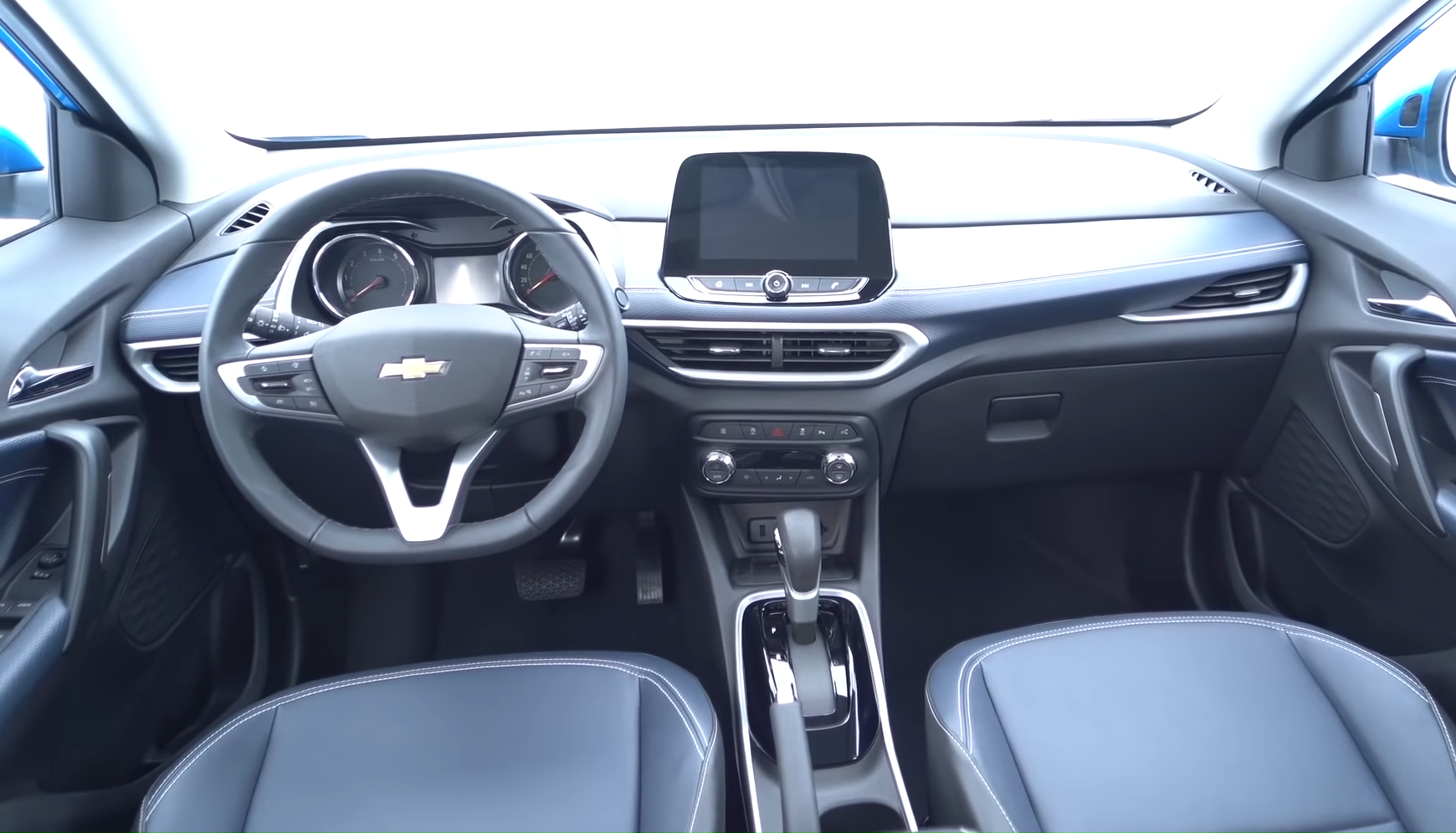

В квітні 2019 року на автосалоні в Шанхаї дебютував новий Chevrolet Tracker для китайського ринку. Довжина, ширина, висота і колісна база Трекера рівні 4270, 1791, 1602 і 2570 мм.
Новий Tracker, як і Encore, побудований на платформі GM GEM, спроектованої спеціально для ринків, що розвиваються. Модель отримає два мотори: турботрійки 1.0 і 1.3 потужністю 115 і 165 к.с.

### Двигуни
- 1.0 L B10XFT (Ecotec) I3 turbo 125 к.с. 180 Нм
- 1.3 L A13NFT (L3T Ecotec) I3 turbo 165 к.с. 240 Нм